# Lucas Zhidiata

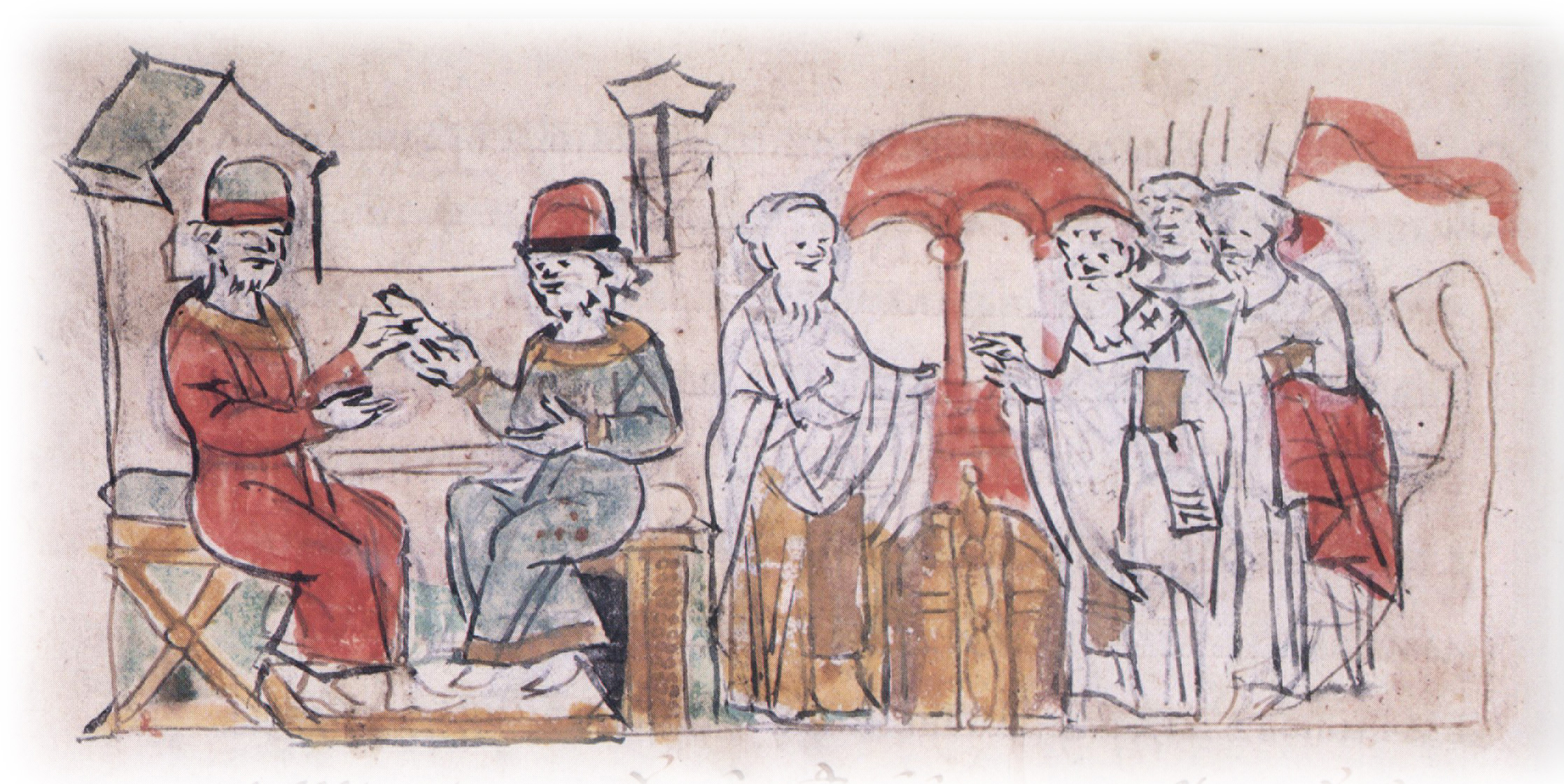
La entronización de Vladimir Yaroslavich, príncipe de Nóvgorod por orden de su padre, Yaroslav I el Sabio de Kiev, y el nombramiento de Luka Zhidyata al obispado de Nóvgorod. Miniatura de la Crónica de Radzivílov, finales del. Academia de Ciencias de San Petersburgo.

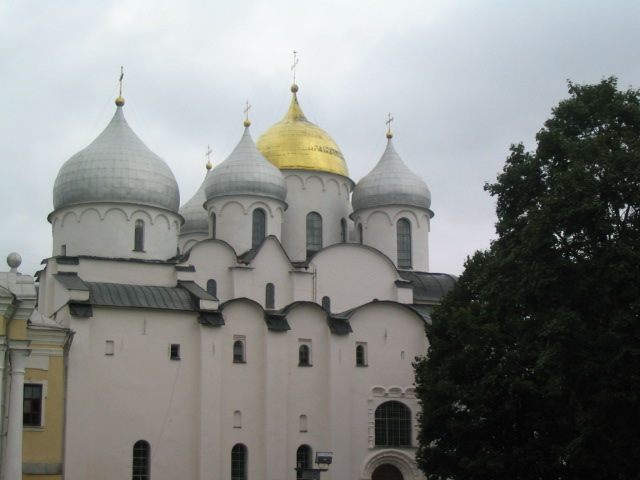
Catedral de Santa Sofía de Nóvgorod consagrada por Luká Zhidiata.

Luká Zhidiata (del ruso: Лука́ Жидя́та) o Luká Zhiriata (Лука Жирята) fue el segundo obispo de Nóvgorod (1035-1060). Reemplazó a Efrem, quien había administrado la eparquía tras la muerte de su mentor Ioakim Korsúnianin.
Se conocen pocos detalles de la vida de Luká. Fue el primer obispo nacido en Rusia que tuvo la Iglesia Ortodoxa Rusa, ya todos los anteriores habían sido griegos. Su apellido puede indicar que tuviera ascendencia judía, aunque esto es tema de debate entre los estudiosos. La Catedral de Santa Sofía original se quemó durante su obispado, siendo reemplazada por el edificio actual de piedra (quizá el edificio en uso más antiguo de Rusia), que fue consagrada por él mismo el 14 de septiembre de 1052.
Luká se opuso a la designación por parte de Yaroslav I el Sabio, Gran Príncipe del Rus de Kiev, de Hilarión de Kiev como metropolitano de Kiev, ya que este hecho rompía la prerrogativa del Patriarca de Constantinopla en el nombramiento del metropolitano. Por esta razón fue confinado en el Monasterio de las Cuevas de Kiev, donde murió el 15 de octubre de 1060. Sus restos fueron devueltos a Nóvgorod, donde fue enterrado en la Catedral de Santa Sofía, siendo el primero en ser enterrado allí.
Es venerado como santo por la Iglesia Ortodoxa Rusa, y se celebra el 10 de febrero, junto con otros santos de Nóvgorod. 